# Busby Berkeley

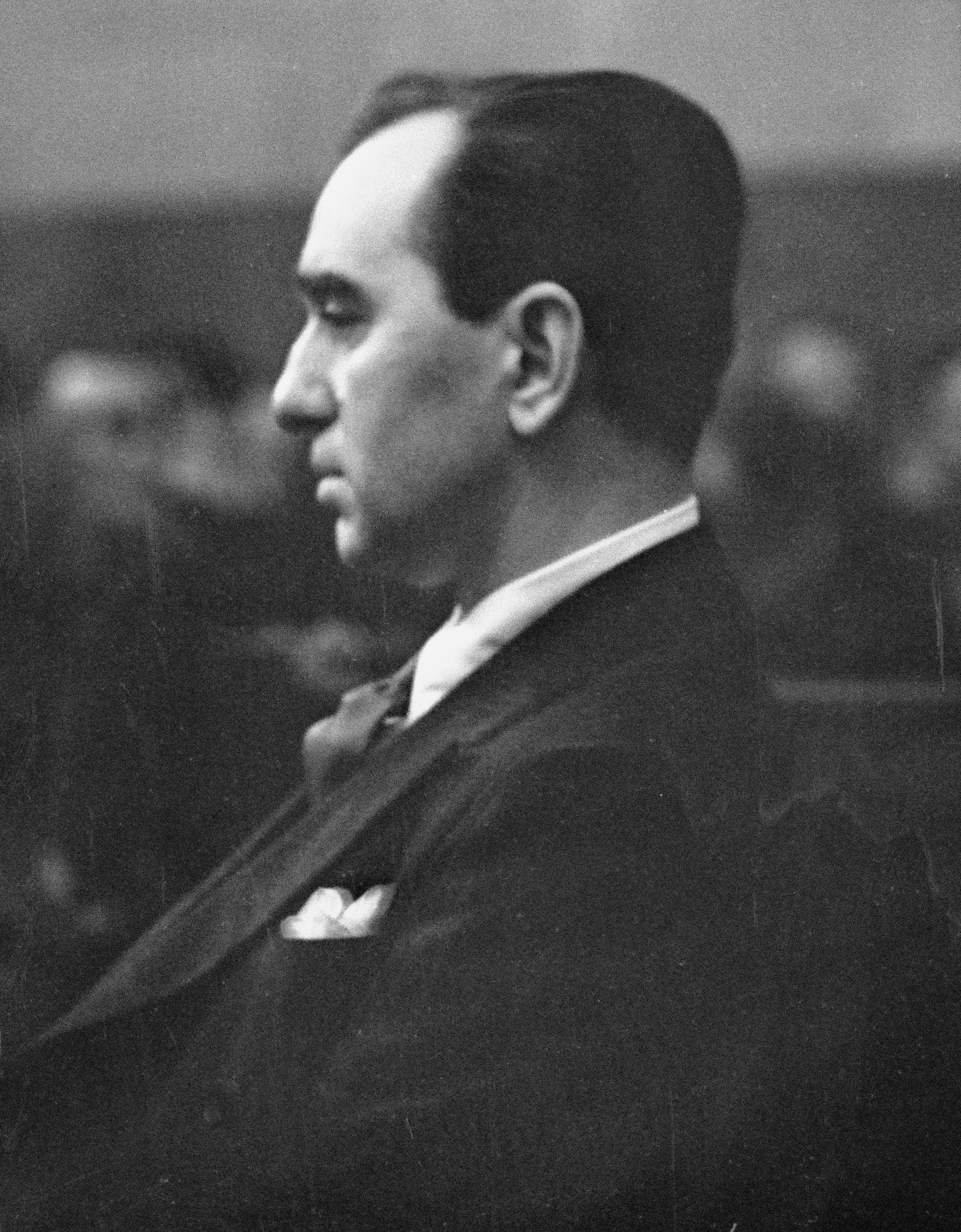
Busby Berkeley (1935)

Busby Berkeley (* 29. November 1895 in Los Angeles, Kalifornien; † 14. März 1976 in Palm Springs, Kalifornien; eigentlich William Berkeley Enos) war ein einflussreicher Hollywood-Filmregisseur und Choreograph, der für seine musikalischen Produktionen mit komplexen geometrischen Figuren bekannt war, bei denen er eine große Anzahl von Tänzerinnen als geometrische Elemente einsetzte.

## Leben und Karriere
Berkeley wurde als Sohn der Theaterschauspieler Gertrude Berkeley und Frank Enos geboren, sein Vater starb bereits früh nach Morphiumsucht und Rheuma. Wie viele andere Regisseure seiner Zeit begann Berkeley seine Karriere als Theaterdirektor. Mit Beginn des Tonfilms kam er nach Hollywood. Durch seine Arbeiten leistete Berkeley insbesondere in der frühen Tonfilmzeit einen wichtigen Beitrag, das Filmmusical zu einer eigenen Gattung mit ihrer eigenen Berechtigung zu machen.
Seinen großen Durchbruch feierte er 1933 mit seinen damals als sensationell empfundenen Choreografien zu dem Musicalfilm Die 42. Straße, woraufhin er insbesondere für Warner Brothers arbeitete und Erfolgsfilme wie Goldgräber von 1933 und Parade im Rampenlicht choreografierte. Alleine in den folgenden zwei Jahren bis 1935 war er an 14 Produktionen beteiligt. Den Busby-Berkeley-Musicalfilmen wird zugeschrieben, dabei geholfen zu haben, das in einer Krise befindliche Studio Warner zu retten. Er wurde zwischen 1935 und 1937 dreimal in Folge für einen Oscar in der Kategorie Beste Tanzregie nominiert. Beginnend mit Die Goldgräber von 1935 fungierte Berkeley bei einigen Filmen nicht nur als Choreograf der Tanzszenen, sondern auch als hauptverantwortlicher Regisseur für den gesamten Film. 
Gegen Ende der 1930er-Jahre flaute das Interesse an Musicals mit spektakulären Massenszenen ab, persönlicher wirkende Tanznummern wie die von Fred Astaire waren vermehrt gefragt. Daraufhin drehte Berkeley als Regisseur auch einige Filme außerhalb des Musicalgenres, so den Gangsterfilm Zum Verbrecher verurteilt (1939) mit John Garfield. 1939 wechselte Berkeley von Warner zu Metro-Goldwyn-Mayer und inszenierte dort einige mehrere Musicalfilme mit Judy Garland und bzw. oder Mickey Rooney. Er wurde dort aber inmitten der Arbeiten zum 1943 erschienenen Film Girl Crazy mit Garland und Rooney gefeuert. Seine harten Arbeitsmethoden mit endlosen Proben wurden von Stars wie Garland oft kritisch gesehen.
Bei 20th Century Fox drehte er 1943 mit The Gang’s All Here einen Technicolor-Film, der einige spektakuläre Sequenzen enthielt. In den späten 1940er-Jahren entwickelte Berkeley für einige Musicalfilme mit Esther Williams die Choreografien. Danach war er nur noch sporadisch im Filmgeschäft tätig, denn er galt aufgrund privater Probleme als unzuverlässig. Zuletzt arbeitete er im Filmgeschäft 1962 an dem Doris-Day-Film Spiel mit mir. Ende der 1960er-Jahre erfuhr er vor allem aufgrund Fernsehausstrahlungen seiner alten Filme nochmals Anerkennung. 1971 wirkte er am Broadway an einem Revival des Musicals No, No, Nanette als „Supervisor“ mit, eine offenbar überwiegend dekorative Funktion.
Busby Berkeley war insgesamt sechsmal verheiratet, darunter von 1934 bis 1935 mit der Schauspielerin Merna Kennedy. Er diente jeweils im Ersten und Zweiten Weltkrieg bei der United States Navy, in letzterem Krieg im Range eines Leutnants. Privat galt Berkeley als unsteter und häufig unglücklicher Mensch mit Alkoholproblemen, der 1935 einen Autounfall mit zwei Toten verursachte und 1946, infolge des Todes seiner Mutter, einen Suizidversuch verübte. Er starb in Palm Springs im Alter von 80 Jahren.

## Stil, Bedeutung und Rezeption
Berkeleys Name wird mit aufwendigen Choreografien verbunden, die wegen ihrer geometrischen Anordnungen oft lange Proben für die sich synchron bewegenden Tänzer bedeuteten. Mit seinen extravaganten, fantasievollen Choreografien befriedigte Berkeley den Zuschauerwunsch nach Eskapismus in der Great Depression. Choreografien von Berkeley fallen oft durch sexuelle Subtexte auf, wenn etwa in der Nummer Don’t Say Goodnight im Film Wonder Bar die Tänzerinnen um phallusartige Säulen herumtanzen. In seinen pre code-Filmen waren die Tänzerinnen dabei oft nur spärlich bekleidet. Gerade durch ihre Abstraktheit entgingen die sexuellen Konnotationen dabei mitunter den Zensoren. Zugleich schwingt in einigen seiner Arbeiten ein soziales und gesellschaftliches Bewusstsein mit, beispielsweise wenn im Filmfinale von Goldgräber von 1933 in der Nummer Remember My Forgotten Man das Schicksal der nunmehr arbeitslosen Kriegsheimkehrer aus dem Ersten Weltkrieg thematisiert wird, die aus Sicht der Sängerin des Liedes von ihrem Land im Stich gelassen wurden.
Anders als viele Filmschaffende in der frühen Tonfilmzeit betrachtete Berkeley die Kamera als etwas Bewegliches und spürte, dass diese Beweglichkeit genutzt werden sollte, um dem Filmpublikum Perspektiven und Sichtweisen von Personen und Dingen zu ermöglichen, die dem Theaterpublikum durch die unveränderliche Lage der Bühne nicht möglich waren. Zu einem Markenzeichen Berkeleys wurde etwa der von ihm zwar nicht erfundene, aber deutlich bekannter gemachte top shot (die Draufsicht aus der extremen Vogelperspektive), den er verwendete, um den Zuschauern seine ornamentalen Muster von Tänzerinnen und Tänzern sichtbar zu machen. The Guardian beschreibt Berkeley als die Person, die den „Tanz von der Bühne befreite“ und ihn in die „filmische Dimension“ übertrug.
Berkeleys Werk wird bis heute in der Filmwissenschaft rezipiert, etwa in Bezug auf die spektakulären Choreografien und deren Konnotationen, aber auch auf seine filmtechnischen Innovationen Unter dem Blickwinkel des Camp-Begriffes wurden seine Choreografien ebenfalls auf subversive Elemente analysiert.

## Filmografie (Auswahl)

### Choreographie
- 1930: Whoopee!
- 1932: The Kid from Spain
- 1932: Night World
- 1932: Teufelsflieger (Sky Devils)
- 1933: Die 42. Straße (42nd Street)
- 1933: Goldgräber von 1933 (Gold Diggers of 1933)
- 1933: Parade im Rampenlicht (Footlight Parade)
- 1933: Roman Scandals
- 1934: Liebe ohne Zwirn und Faden (Fashions of 1934)
- 1934: Die Wunderbar (Wonder Bar)
- 1934: Broadway-Show (Dames)
- 1935: Die Goldgräber von 1935 (Gold Diggers of 1935)
- 1935: In Caliente
- 1936: Gold Diggers of 1937
- 1937: Varsity Show
- 1941: Mädchen im Rampenlicht (Ziegfeld Girl)
- 1943: Girl Crazy
- 1943: The Gang’s All Here
- 1948: Zaubernächte in Rio (Romance on the High Seas)
- 1952: Die goldene Nixe (Million Dollar Mermaid)
- 1953: Du bist so leicht zu lieben (Easy to Love)
- 1962: Spiel mit mir (Billy Rose's Jumbo)

### Regie
- 1933: Liebe und andere Geschäfte (She Had to Say Yes)
- 1935: Die Goldgräber von 1935 (Gold Diggers of 1935)
- 1935: Im Scheinwerferlicht (Bright Lights)
- 1935: I Live for Love
- 1936: Stage Struck
- 1937: The Go Getter
- 1937: Hollywood Hotel
- 1938: Men Are Such Fools
- 1938: Im Garten des Monds (Garden of the Moon)
- 1938: Comet Over Broadway
- 1939: Zum Verbrecher verurteilt (They Made Me a Criminal)
- 1939: Musik ist unsere Welt (Babes in Arms)
- 1939: Fast and Furious
- 1940: Forty Little Mothers
- 1940: Heiße Rhythmen in Chicago (Strike Up the Band)
- 1941: Blonde Inspiration
- 1941: Babes on Broadway
- 1942: For Me and My Gal
- 1943: The Gang’s All Here
- 1946: Cinderella Jones
- 1949: Spiel zu dritt (Take Me Out to the Ball Game)
- 1954–1955: Big Town (Fernsehserie, 4 Episoden)